# Geoogde langsprietmot
De geoogde langsprietmot (Nemophora ochsenheimerella) is een nachtvlinder uit de familie van de langsprietmotten (Adelidae). De spanwijdte van de vlinder bedraagt ongeveer 15 millimeter. De soort komt verspreid over Centraal-Europa voor.

## Waardplanten
De geoogde langsprietmot heeft de gewone zilverspar als waardplant.

## Voorkomen in Nederland en België
De geoogde langsprietmot is in Nederland en in België een zeer zeldzame soort. Het eerste Nederlandse exemplaar is in 1927 gevangen in Ubbergen. De soort kent één generatie, die vliegt van eind april tot in juni.